# Земли ГДР
Земля (нем. Land) — крупные административно-территориальные единицы ГДР, в 1949 — 1952 годах, имевшие свои конституции, выборные законодательные органы (ландтаги), правительства, судебные органы, которые пользовались определенной автономией в вопросах внутренней организации и местного самоуправления при широких полномочиях во всех основных сферах государственного управления и законодательства республиканских органов.

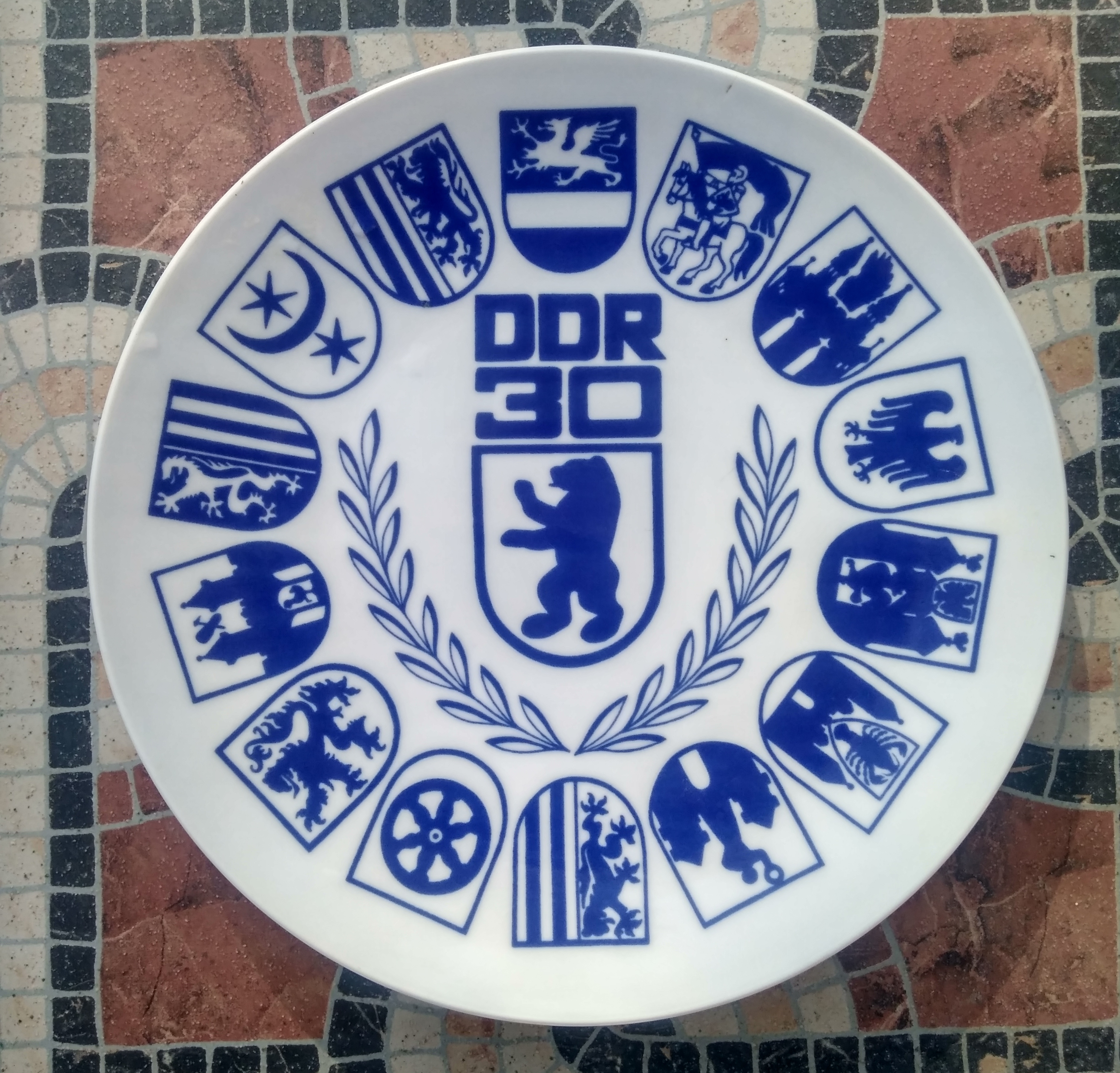
Юбилейная фарфоровая тарелка к 30-летию образования ГДР. По центру изображён герб столицы — города Берлина. По окружности расставлены гербы административных центров Земель ГДР и других крупных городов страны

## История
После окончания Второй мировой войны в советской зоне оккупации Германии оказались такие земли как Саксония, Анхальт, Тюрингия, Мекленбург, а также восточные части Пруссии — провинции Галле-Мерзебург и Магдебург (до 1944 года обе провинции составляли вместе провинцию Саксония), бо́льшая часть провинции Бранденбург, а также остатки провинций Нижняя Силезия и Померания (основная их часть отошла к Польше) и два небольших эксклава государства Брауншвейг. После ликвидации Пруссии указом 25 февраля 1947 года провинции Бранденбург и Саксония-Анхальт также получили статус земель.
После создания ФРГ, в 1949 году на территории пяти земель — Бранденбурга, Мекленбурга, Саксонии, Саксонии-Анхальт и Тюрингии — была провозглашена Германская Демократическая Республика. В 1952 году земли были ликвидированы и заменены на 14 округов, не учитывающих историческую преемственность. Тем не менее Палата земель ГДР была ликвидирована лишь в 1958 году, а упоминание земель сохранялось в конституции ГДР вплоть до 1968 года.
22 июля 1990 года в ГДР был принят закон, восстанавливающий земли в ГДР. При этом границы восстановленных земель несколько отличались от границ, существовавших в 1952 году. Большая часть этих отличий объясняется тем, что границы земель проводились не только с учётом границ существовавших ранее земель, но и по границам округов ГДР. Кроме того, земля Мекленбург получила название Мекленбург-Передняя Померания.
Закон о восстановлении земель должен был вступить в силу 14 октября 1990 года, однако в связи с объединением Германии, согласно договору об объединении, пять земель были воссозданы уже к 3 октября и вошли в состав ФРГ («новые земли»).

## Обзорная таблица
| Земля                                   | Столица                 | Территории | Площадь    | Флаг | Герб | Дата принятия конституции |
| --------------------------------------- | ----------------------- | --- | ---------- | ---- | ---- | ------------------------- |
| Мекленбург Land Mecklenburg             | Шверин                  | Государство Мекленбург с оставшимися частями прусской Померании                                                                                               | 23.402 км² |      |      | 15 января 1947            |
| Бранденбург Mark Brandenburg            | Потсдам                 | Оставшаяся часть прусской провинции Бранденбург | 27.612 км² |      |      | 6 февраля 1947            |
| Саксония-Анхальт Provinz Sachsen-Anhalt | Галле (Зале)            | Государство Анхальт; бо́льшая часть прусской Саксонии; брауншвейгские эксклавы Кальфёрде, Бланкенбург, Хассельфельде и Валькенрид; тюрингский эксклав Альштедт | 24.576 км² |      |      | 10 января 1947            |
| Саксония Land Sachsen                   | Дрезден                 | Государство Саксония вместе с остатками прусской провинции Нижняя Силезия                                                                                     | 17.004 км² |      |      | 28 февраля 1947           |
| Тюрингия Land Thüringen                 | Веймар; Эрфурт (с 1950) | Государство Тюрингия и округ Эрфурт прусской провинции Саксония                                                                                               | 15.585 км² |      |      | 20 декабря 1946           |

Столица ГДР — Берлин не входила ни в какую землю, до 7 сентября 1961 года на её территории действовала временная конституция Берлина 1946 года; по её конституции, принятой 23 июля 1990 года, она являлась городом с земельными полномочиями (Landesbefugnissen).

## Полномочия
Республика имела право принимать законы по всем вопросам, но законы республики должны были ограничиваться только установлением общих принципов. 
Исключительно ведению республики принадлежали:
- международные отношения;
- международная торговля;
- вопросы таможни;
- вопросы гражданства, иммиграции, эмиграции, экстрадиции;
- гражданское и уголовное право;
- судоустройство;
- трудовое право;
- транспорт;
- вопросы почты, телекоммуникаций и радиовещания;
- вопросы кинематографа и прессы;
- денежно-кредитные вопросы;
- система мера и весов;
- социальное страхование

Правительство Республики имело право направлять уполномоченных в исполнительные органы земель для надзора за исполнением законов Республики.

## Карты
| Советская зона оккупации Германии                                                 | Сравнение границ земель ГДР: в 1949—1952 годы (фиолетовый) и после 1990 года (красный) |
| Границы советской зоны оккупации на карте Германской империи в границах 1937 года | Сравнение границ земель ГДР: в 1949—1952 годы (фиолетовый) и после 1990 года (красный) |